# 리메움과
리메움과(Limeaceae)는 석죽목에 속하는 속씨식물과의 하나이다. 남아프리카의 카펜시스 지역부터 에티오피아까지, 아라비아 반도, 인도 아대륙 그리고 남아시아 지역에 분포하며, 마카르투리아속(Macarthuria)은 오스트레일리아에서 발견된다.

## 속 및 종
이전에, 이 종들은 석류풀과 또는 번행초과에 병합되었다.
2010년 미국 국립생물공학정보센터(NCBI) 분류
- 리메움속 (Limeum)
  - Limeum aethiopicum
  - Limeum africanum
  - Limeum sp. Hoot 983

2010년 AP웹사이트(APWebsite)의 분류
- 리메움속 (Limeum) L.
- 마카르투리아속 (Macarthuria) Hügel ex Endl.